# 인룡하강
인룡하강(鱗龍下綱, Lepidosauromorpha)은 지배파충류(크로커다일악어류와 조류 포함)보다는 도마뱀에 더 가까운 모든 이궁류를 포함하는 파충류 분류군이다. 여기에 속하는 현존하는 분류군은 인룡상목이 유일하며, 현존하는 도마뱀, 뱀 그리고 옛도마뱀을 포함하고 있다.

## 분류
- 이궁아강 (Diapsida)
  - 인룡하강 (Lepidosauromorpha)
    - † 에케로소돈토사우루스 (Acerosodontosaurus)
    - † 기룡상목 (Sauropterygia)
    - 인룡형류 (Lepidosauriformes)
      - † 시석목 (Eolacertilia)[1]
      - 인룡상목 (Lepidosauria)
        - 옛도마뱀목 (Sphenodontia) - 옛도마뱀목
        - 뱀목 (Squamata)
          - 지렁이도마뱀아목 (Amphisbaenia) - 지렁이도마뱀
          - 도마뱀아목 (Lacertilia)* - 도마뱀
          - 뱀아목 (Serpentes) - 뱀